# NGC 3622
NGC 3622 (również PGC 34692 lub UGC 6339) – galaktyka spiralna (S?), znajdująca się w gwiazdozbiorze Wielkiej Niedźwiedzicy. Odkrył ją William Herschel 6 kwietnia 1793 roku.